# توپولیتسا
توپولیتسا (به بلغاری: Topolitsa) یک منطقهٔ مسکونی در بلغارستان است که در آیتوس واقع شده‌است.
 توپولیتسا  ۹۷۹ نفر جمعیت دارد.